# آلپینا بی۵
آلپینا بی۵ (انگلیسی: Alpina B5) یا دی۵ خودرویی است که در اصل نسخه تقویت شده سری ۵ ب‌ام‌و است که توسط شرکت آلپینا عرضه می‌شود.

## نسل اول (ای۶۰، ۲۰۰۵ تا ۲۰۱۱)
نسل اول این خودرو حدفاصل سالهای ۲۰۰۵ تا ۲۰۱۱ تولید می‌شد.

## نسل دوم (اف۱۰، ۲۰۱۱ تا ۲۰۱۶)
خودروهای آلپینا اف۱۰ / اف۱۱ که حد فاصل سالهای ۲۰۱۱ تا ۲۰۱۶ عرضه می‌شدند در دو نسخه بودند که بی۵ بنزینی و دی۵ دیزلی بود.

## نسل سوم (جی۳۰، ۲۰۱۷ تا اکنون)
نسل سوم این خودرو که در اصل نسخه تقویت شده ب‌ام‌و سری ۵ (جی۳۰) است در اکتبر سال ۲۰۱۶ و در نمایشگاه خودرو ژنو رونمایی شد و تولید انبوه آن از مارس ۲۰۱۷ برقرار شد. در سپتامبر ۲۰۱۷ این خودرو قیمتی ۱۱۲ هزار یورویی داشت. این خودرو از یک موتور وی۸ ۴٫۴ لیتری بهره می‌برد. حداکثر قدرت خروجی این خودرو ۴۴۷ کیلووات (۵۹۹ اسب بخار؛ ۶۰۸ اسب بخار متری) و گشتاور آن نیز ۸۰۰ نیوتن متر (۵۹۰ پوند-فوت) است.